# Hultsfredsfestivalen

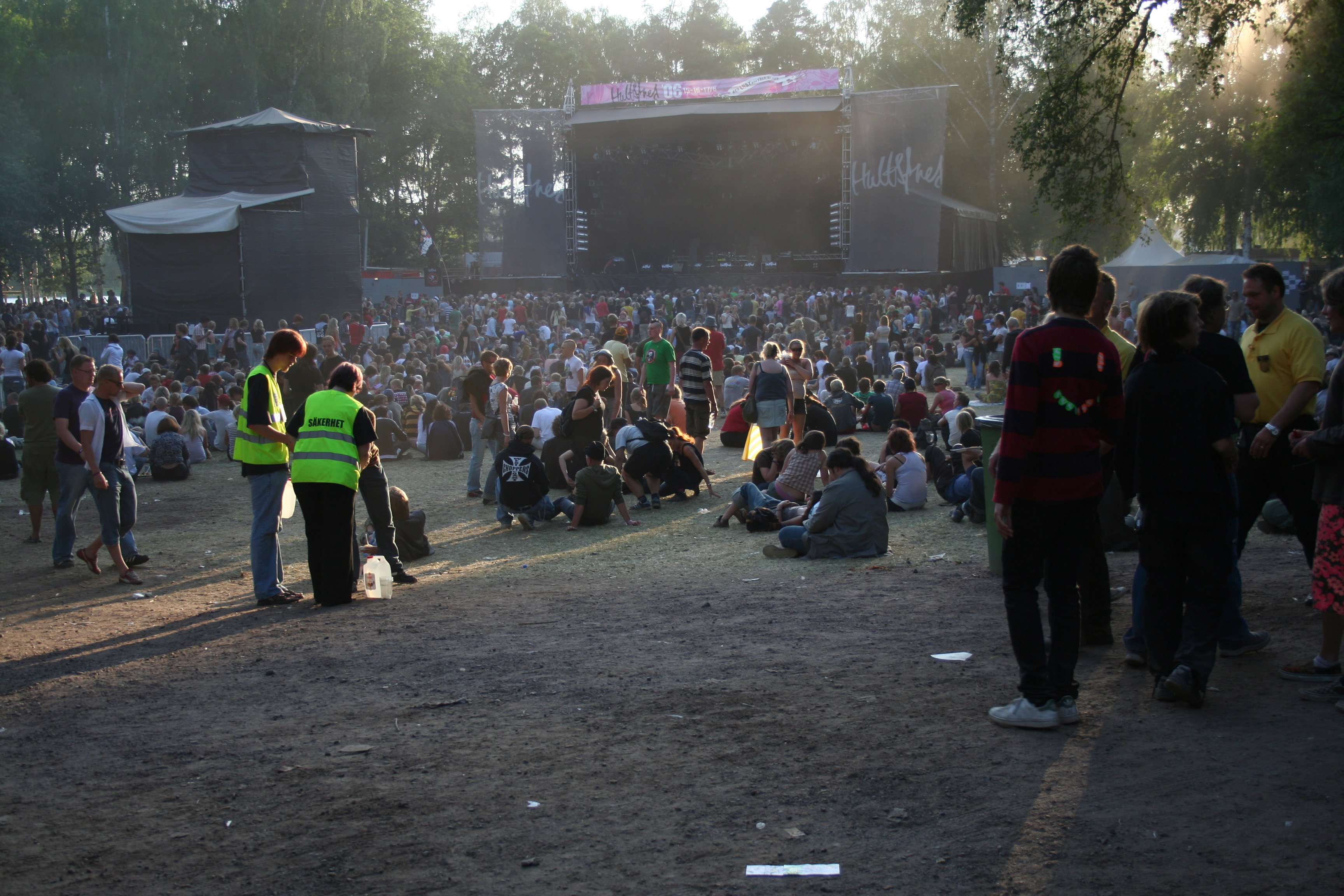
Besökare vid Hultsfredsfestivalen 2006.

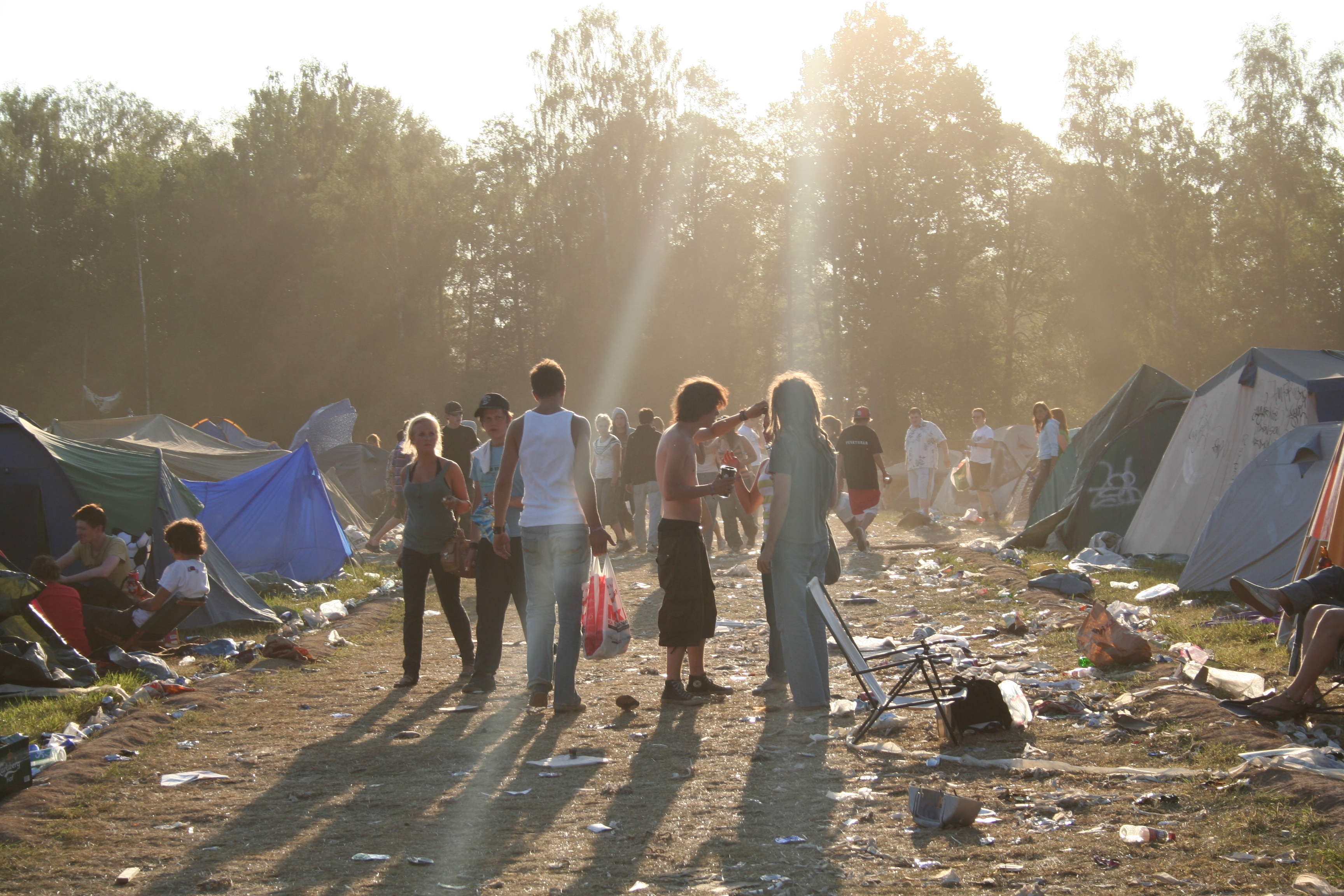
Hultsfredsfestivalen 2006.

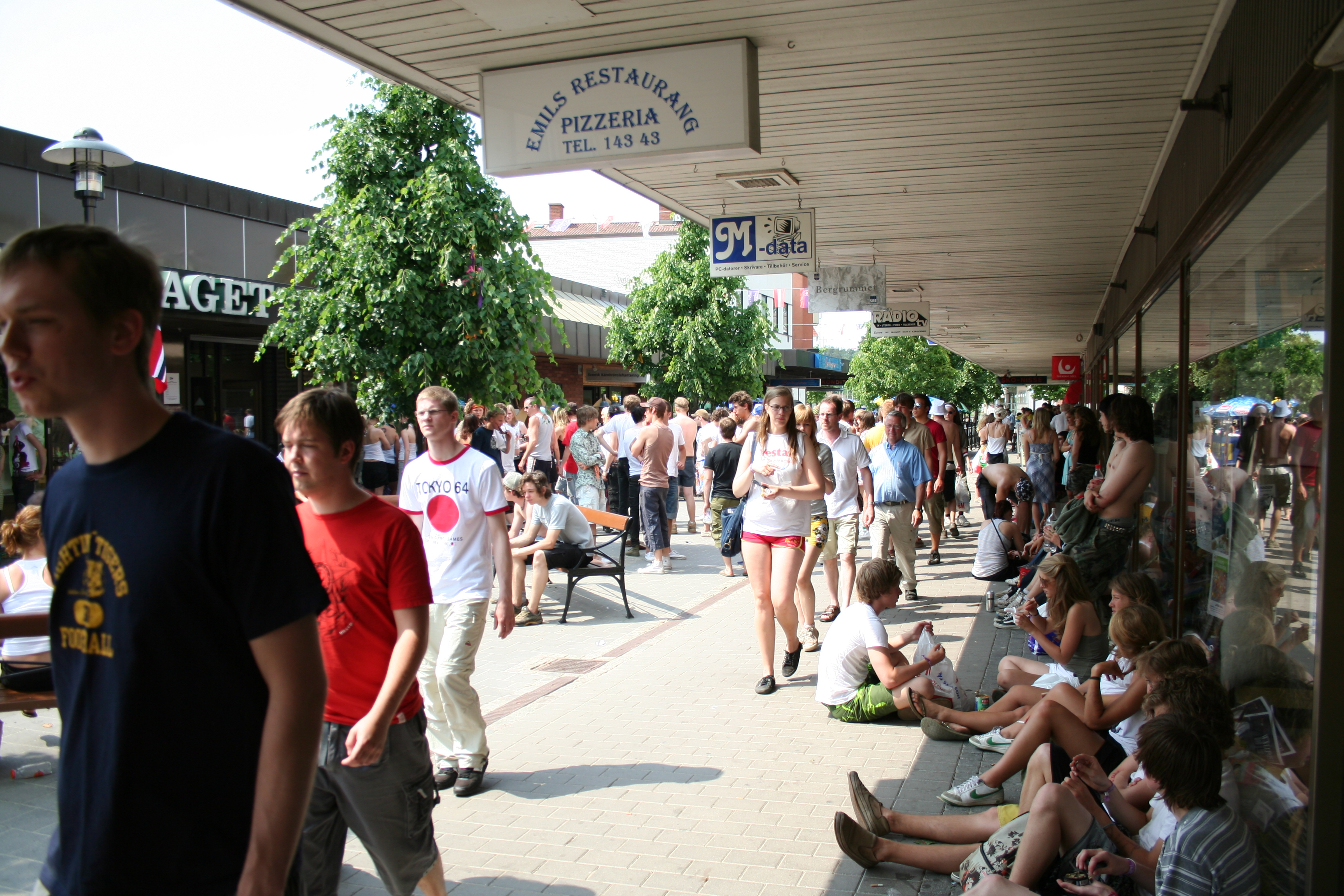
Hultsfred under Hultsfredsfestivalen 2006.

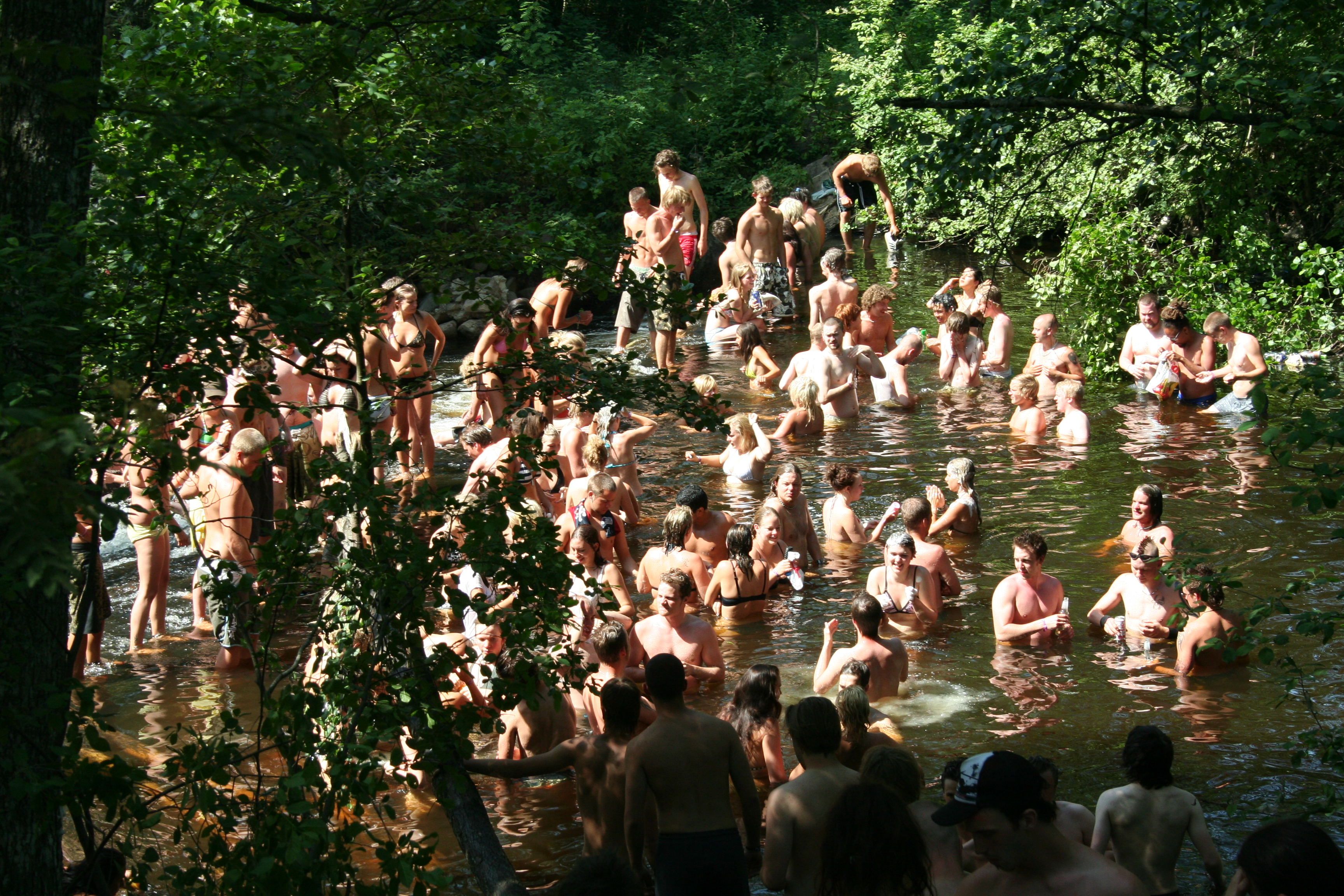
Hulingen, Hultsfredsfestivalen 2006.

Hultsfredsfestivalen var en musikfestival ursprungligen belägen i Hultsfreds folkpark. Festivalen var genreöverskridande med flera scener där musiken framfördes parallellt. Pop- och rockmusik var hela tiden starka inslag, medan extrema varianter av hårdrock och dansmusik under 2000-talet fick stå tillbaka. Under 1990-talet och i mitten av 2000-talet var festivalen Sveriges största musikfestival.
År 2013 delades festivalen. FKP Scorpio, arrangör sedan 2011, meddelade den 20 mars att de flyttar sin festival, Hultsfred goes Stockholm, till Sigtuna kommun norr om Stockholm. I samband med detta återstartades arbetet med att ha en föreningsdriven festival i Hultsfred, som fick namnet This is Hultsfred.

## Historik

### 1982–1985
Den första festivalen i Hultsfred arrangerad av föreningen Rockparty skedde 14 augusti 1982,  enligt föreningen så hade man ca 1 000 besökare denna dag.  I det blandade utbudet fanns såväl Rude Kids som dragspelaren Hans-Tore Gustavsson tillsammans med andra punk- och new-wave influerade band. Vid sidan av musiken kunde besökarna roa sig med tipspromenader och fotboll detta år, på samma sätt som några av de efterkommande åren. 
Den 13 augusti 1983 hölls föreningens andra festival där Tant Strul var ett av fler än 15 band/artister. Enligt föreningen så lockade arrangemanget ca 1200 besökare detta år.
År 1984 var festivalarrangemanget utsträckt till två dagar (11-12 augusti) under namnet "Fredsfestival". Detta år samlade man cirka 25 band/artister, inklusive Imperiet, Dan Hylander Py Bäckman och Raj Montana band samt Cortex blandat med teater och musikkårerna från Hultsfred, Vena och Rosenfors. Vid detta arrangemang hölls även manifestation och fackeltåg för fred. Detta år lockade arrangemanget ca 3 000 besökare
Även 1985, 10-11 augusti, arrangerades återigen en fredsfestival av föreningen. Programmet innehöll ett 30-tal band/artister – det bjöds på teater, dansuppvisning, rock'n roll, blues, jazz och utställningar. Bland artisterna fanns Anne-Lie Rydé, Monica Thörnell och Dan Tillberg. Detta år räknade man med att ca 2 500 besökare kom per dag.

### 1986–2009
Hultsfredsfestivalen i ett mer renodlat musikfestivalformat arrangerades första gången 1986 (8–9 augusti). Därefter har den årligen arrangerats, med undantag av år 2010. År 2005 hade den växt till 31 800 besökare.
Programmet 1986 innehöll ett 25-tal band/artister, inklusive The Triffids, Nils Lofgren, Erasure, Reperbahn och Blue For Two. Denna första "riktiga" rockfestival lockade nästan 7 000 besökare.   
De tio första åren arrangerades festivalen andra helgen i augusti, först som tvådagarsfestival men från 1993 tre dagar lång. Festivalen ägde 1996–2008 rum från torsdag till lördag helgen före midsommar i juni. År 2009 flyttades festivalen till andra helgen i juli och blev en fyradagars festival som höll på från onsdag till lördag. Festivalen arrangerades av föreningen Rockparty. 

### Konkurs och nystart
Hultsfredsfestivalen 2010, "Hultsfred X", skulle ha blivit den 25:e i ordningen. Men den 29 juni 2010 meddelade arrangörerna att de ställde in 2010 års festival, samt att Hultsfredsfestivalen AB, det bolag som Hultsfreds kommun och Rockparty startade inför festivalen 2010, skulle ansöka om konkurs. Orsaken var för lite intäkter från biljettförsäljningen. Två veckor före festivalen hade endast drygt 5 000 biljetter sålts. Men 2 500 personer samlades ändå.
Festivalen såldes, och den 2 februari 2011 meddelades att festivalen skulle återuppstå sommaren 2011. Ny arrangör blev FKP Scorpio som arrangerade festivalen i Hultsfred år 2011 och 2012.
Festivalen 2011 samarbetade med Smalspårsjärnvägen Hultsfred–Västervik och ett specialchartrat festivaltåg kördes från Stockholm.

### Flyttning och delning
FKP Scorpio arrangerade 13–15 juni 2013 en festival på evenemangsområdet Stoxa (Stockholm Outdoor Exhibition Area), cirka 15 km nordost om Märsta i Sigtuna kommun. December 2013 beslöt man dock att lägga arrangemanget på is under 2014.
När FKP Scorpio våren 2013 beslutade att flytta festivalen från Hultsfred, samlades lokala intressenter med avsikt att även 2013 genomföra en festival på festivalområdet i Hultsfred. Festivalen kom att få namnet This is Hultsfred. Den första upplagan arrangerades juni 2013 över två dagar, sålde 1 600 biljetter och blev den första Hultsfredsfestivalen sedan 2008 som gått med vinst. Nya upplagor av festivalen i Hultsfred genomfördes 30-31 maj 2014 , 14–15 augusti 2015 och 19–20 augusti 2016. Den 14 februari 2017 meddelade föreningen bakom This is Hultsfred att det inte blev någon festival 2017 på grund av ekonomiska förluster som man gjort på arrangemanget 2015 och 2016.

## Festivalområde och arrangörer
Hembygdsparken och Hultsfreds folkets park strax intill sjön Hulingen i Hultsfred bytte under veckorna före festivalen skepnad och blev till festivalområde. Som backstageområde användes den stora grusbelagda parkeringsplatsen intill folkparken, allmänt kallad för Sahara, samt fotbollsplanen Knektavallens knatteplan och tillhörande klubbstuga. Campingområdet för festivalen bestod främst av Hultsfreds Camping, men under 2000-talet togs även de åkrar som ligger i närområdet i bruk. 
Som kuriosa kan nämnas att det helgen efter festivalen 1996–2008 pågått traditionellt midsommarfirande i hembygdsparken med dans runt midsommarstången. Firandet har skett på det område som under festivalen varit plats för Pampas-scenens publik. Då har alla spår av festivalen varit bortröjda, förutom nedtrampat gräs.
Artistbokningen sköttes av Gunnar Lagerman, Mikael Pettersson och Janne Kleman.

## Scener 1986-2009
- Hawaii - största scenen. Hawaii har funnits sedan 1988 då bland annat Joe Strummer och Lolita Pop spelade.
- Pampas - Pampas hette förut Argusscen men bytte namn år 1994.
- Sahara - Den stora tältscenen Sahara dyker upp för första gången 1989 som festivalens näst största scen och får finnas kvar till 1995.
- Atlantis - funnits med sedan 2003 men lades ner 2009.
- Amazonas - introducerades 1992.
- Teaterladan - funnits med ända sedan start 1986. Kallades "Stereo" 1996 - 1997.
- Stora Dans - funnits med ända sedan start 1986.
- Rookie - etablerades 2003 som en efterföljare till olika demoscener men 2008 spelade alla nya band/artister på Stora Dans.

Teaterladan, Skaken och Stora Dans är de enda scener som stått på plats året runt. Övriga scener byggs upp endast för festivalveckan.

## Artister som uppträtt på festivalen

### 1980-talet
| 1986                                                                                               | 1987 | 1988 | 1989 |
| -------------------------------------------------------------------------------------------------- | --- | --- | --- |
| | | | |
| Datum: 8-9 augusti                                                                                 | Datum: 7-8 augusti | Datum: 12-13 augusti                                                                                        | Datum: 11-12 augusti                                                                                           |
| Antal dagar: 2                                                                                     | Antal dagar: 2 | Antal dagar: 2                                                                                              | Antal dagar: 2                                                                                                 |
| Antal besökare: 7 500                                                                              | Antal besökare: 6 500                                                                                                  | Antal besökare: 12 500                                                                                      | Antal besökare: 18 000                                                                                         |
| Huvudartister: - Nils Lofgren (på bild) - The Triffids - Erasure - New Model Army - Komplett lista | Huvudartister: - Public Image Ltd. (på bild) - Latin Quarter - World Party - The Jesus and Mary Chain - Komplett lista | Huvudartister: - Big Country (på bild) - Joe Strummer - Hunters & Collectors - Kurt Olsson - Komplett lista | Huvudartister: - Van Morrison (på bild) - Katrina and the Waves - Motörhead - Mikael Rickfors - Komplett lista |

### 1990-talet
| 1990 | 1991 | 1992 | 1993                                                                                      | 1994                                                                                               |
| --- | --- | --- | ----------------------------------------------------------------------------------------- | -------------------------------------------------------------------------------------------------- |
| | | |                                                                                           | |
| Datum: 10-11 augusti                                                                                        | Datum: 9-10 augusti | Datum: 7-8 augusti | Datum: 12-14 augusti                                                                      | Datum: 11-13 augusti                                                                               |
| Antal dagar: 2                                                                                              | Antal dagar: 2 | Antal dagar: 2 | Antal dagar: 3                                                                            | Antal dagar: 3                                                                                     |
| Antal besökare: 16 000                                                                                      | Antal besökare: 21 800 | Antal besökare: 22 000                                                                                                   | Antal besökare: 23 000                                                                    | Antal besökare: 20 000                                                                             |
| Huvudartister: - The Waterboys (på bild) - Dan Reed Network - Hothouse Flowers - Joan Jett - Komplett lista | Huvudartister: - Dave Stewart and the Spiritual Cowboys - The Black Crowes (på bild) - Transvision Vamp - Thåström & Sator - Komplett lista | Huvudartister: - Gary Moore (på bild) - The Pretenders - Levellers - Del Amitri - Komplett lista                         | Huvudartister: - Iggy Pop (på bild) - Ramones - Stereo MCs - Jesus Jones - Komplett lista | Huvudartister: - Midnight Oil - Blur (på bild) - Oasis - Primal Scream - Komplett lista            |
| 1995 | 1996 | 1997 | 1998                                                                                      | 1999                                                                                               |
| | | |                                                                                           | |
| Datum: 10-12 augusti                                                                                        | Datum: 13-15 juni | Datum: 12-14 juni | Datum: 11-13 juni                                                                         | Datum: 17-19 juni                                                                                  |
| Antal dagar: 3                                                                                              | Antal dagar: 3 | Antal dagar: 3 | Antal dagar: 3                                                                            | Antal dagar: 3                                                                                     |
| Antal besökare: 18 500                                                                                      | Antal besökare: 21 000 | Antal besökare: 21 000                                                                                                   | Antal besökare: 25 000                                                                    | Antal besökare: 27 000                                                                             |
| Huvudartister: - Pantera (på bild) - Slayer - Levellers - The Almighty - Komplett lista                     | Huvudartister: - Björk (på bild) - The Cure - Ministry - Blur - Komplett lista                                                              | Huvudartister: - Suede (på bild) - The Prodigy - Rage Against the Machine - Nick Cave and the Bad Seeds - Komplett lista | Huvudartister: - Black Sabbath (på bild) - Garbage - Rancid - Kent - Komplett lista       | Huvudartister: - Suede - Hole (på bild) - Marilyn Manson - Manic Street Preachers - Komplett lista |

### 2000-talet
| 2000 | 2001                                                                                                 | 2002                                                                                              | 2003 | 2004 |
| --- | --- | ------------------------------------------------------------------------------------------------- | --- | --- |
| | |                                                                                                   | | |
| Datum: 15-17 augusti                                                                                         | Datum: 14-16 juni                                                                                    | Datum: 13-15 juni                                                                                 | Datum: 12-14 juni                                                                                             | Datum: 17-19 juni                                                                                          |
| Antal dagar: 3                                                                                               | Antal dagar: 3                                                                                       | Antal dagar: 3                                                                                    | Antal dagar: 3                                                                                                | Antal dagar: 3                                                                                             |
| Antal besökare: 26 000                                                                                       | Antal besökare: 29 000                                                                               | Antal besökare: 27 000                                                                            | Antal besökare: 25 318                                                                                        | Antal besökare: 23 000                                                                                     |
| Huvudartister: - Oasis (på bild) - Rage Against the Machine - Deftones - Primal Scream - Komplett lista      | Huvudartister: - Limp Bizkit (på bild) - Manic Street Preachers - Iggy Pop - Weezer - Komplett lista | Huvudartister: - Suede - Rammstein (på bild) - The Chemical Brothers - New Order - Komplett lista | Huvudartister: - Radiohead (på bild) - Audioslave - Massive Attack - Queens of the Stone Age - Komplett lista | Huvudartister: - Morrissey (på bild) - Alicia Keys - Mary J. Blige - PJ Harvey - Komplett lista            |
| 2005 | 2006                                                                                                 | 2007                                                                                              | 2008 | 2009 |
| | |                                                                                                   | | |
| Datum: 16-18 juni                                                                                            | Datum: 15-17 juni                                                                                    | Datum: 14-16 juni                                                                                 | Datum: 12-14 juni                                                                                             | Datum: 8-11 juli                                                                                           |
| Antal dagar: 3                                                                                               | Antal dagar: 3                                                                                       | Antal dagar: 3                                                                                    | Antal dagar: 3                                                                                                | Antal dagar: 4                                                                                             |
| Antal besökare: 31 800                                                                                       | Antal besökare: 30 000                                                                               | Antal besökare: 23 339                                                                            | Antal besökare: 23 383                                                                                        | Antal besökare: 23 965                                                                                     |
| Huvudartister: - Marilyn Manson (på bild) - Snoop Dogg - System of a Down - Nine Inch Nails - Komplett lista | Huvudartister: - The Strokes (på bild) - Kent - Lou Reed - Pharrell - Komplett lista                 | Huvudartister: - Ozzy Osbourne (på bild) - 50 Cent - Pet Shop Boys - Korn - Komplett lista        | Huvudartister: - Rage Against the Machine (på bild) - HIM - Babyshambles - Serj Tankian - Komplett lista      | Huvudartister: - The Killers (på bild) - Kings of Leon - Franz Ferdinand - Regina Spektor - Komplett lista |

### 2010-talet
| 2011                                                                                           | 2012                                                                                      |
| ---------------------------------------------------------------------------------------------- | ----------------------------------------------------------------------------------------- |
|                                                                                                |                                                                                           |
| Datum: 14-16 juli                                                                              | Datum: 14-16 juni                                                                         |
| Antal dagar: 3                                                                                 | Antal dagar: 3                                                                            |
| Antal besökare: ?                                                                              | Antal besökare: 17 000                                                                    |
| Huvudartister: - The Prodigy (på bild) - Morrissey - 2 Many DJs - Beach House - Komplett lista | Huvudartister: - The Cure (på bild) - The Stone Roses - The xx - Justice - Komplett lista |